# Rosemary Rees

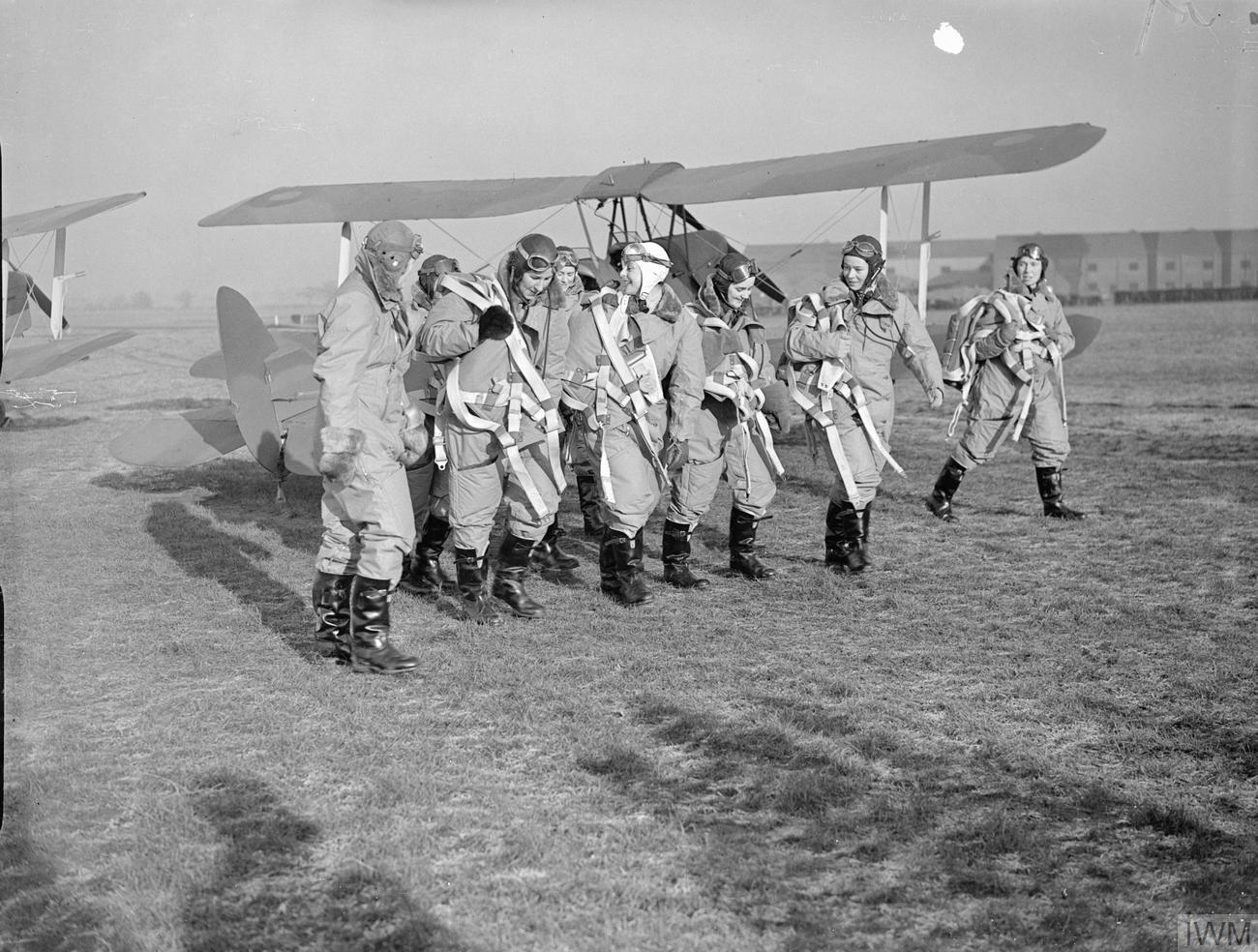
Die ersten Piloten der ATA Womens 'Section-Piloten. Von rechts nach links: Pauline Gower, Kommandantin der Frauenabteilung, M. Cunnison (teilweise verdeckt), Winifred Crossley, Margaret Fairweather, Mona Friedlander, Joan Hughes, G Paterson und Rosemary Rees

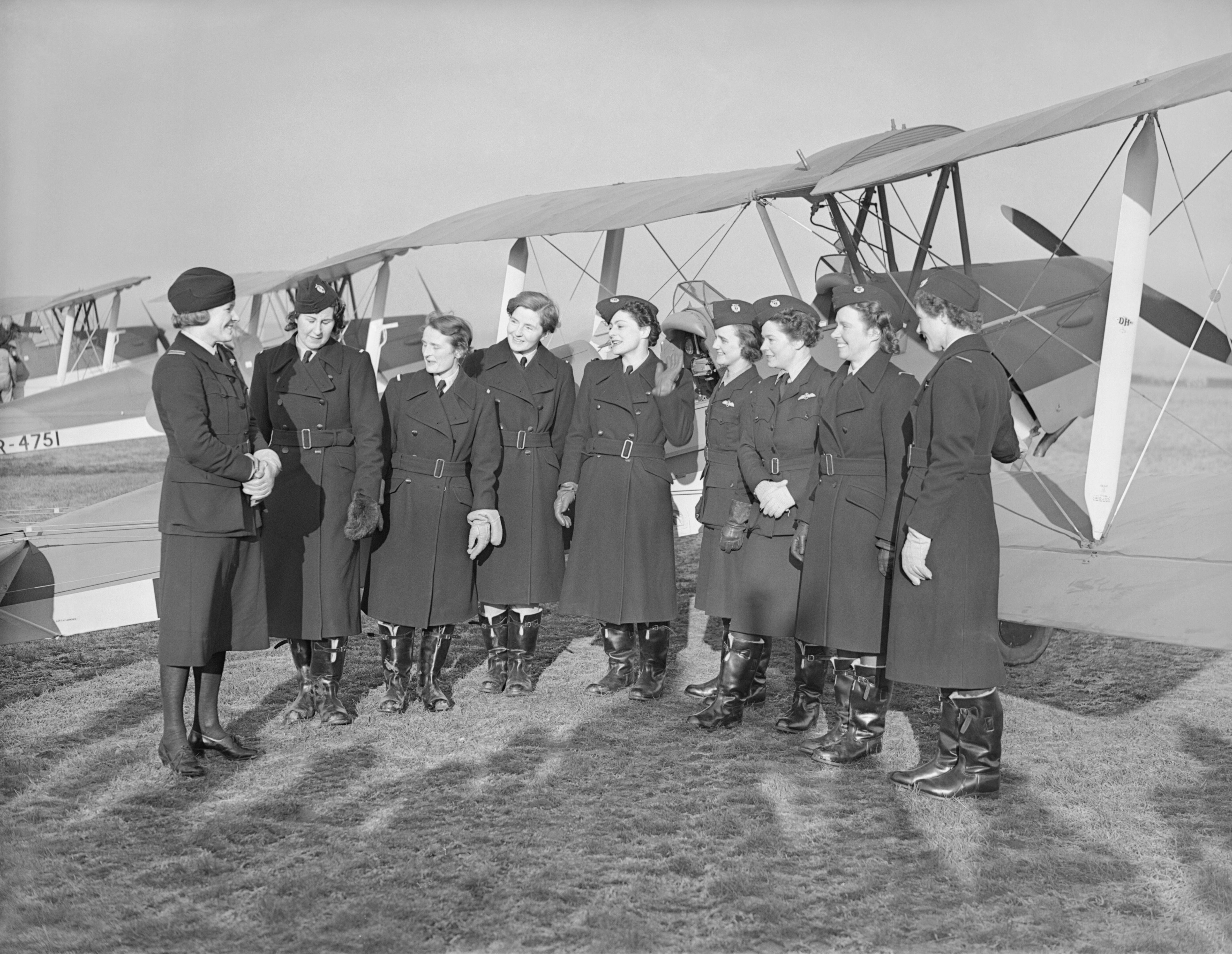
Pauline Gower (ganz links), Kommandantin der Frauenabteilung der ATA, steht mit acht weiteren weiblichen ATA-Pilotinnen vor der De Havilland Tiger Moths. Die anderen Pilotinnen sind: (von links nach rechts), Winifred Crossley, Margaret Cunnison, Margaret Fairweather, Mona Friedländer, Joan Hughes, G Paterson, Rosemary Rees und Marion Wilberforce

Rosemary Rees MBE (* 23. September 1901 in London, England; † 8. März 1994 ebenda) war eine englische Balletttänzerin und Pilotin. Sie flog im Zweiten Weltkrieg bei der Air Transport Auxiliary (ATA) und war eine der acht Gründungspilotinnen der Frauenabteilung der ATA.

## Leben und Werk
Rees wurde als erste Tochter von Sir John David Rees und seiner Frau Mary Catherine Dormer geboren. Sie besuchte die Ballettschule in Chelsea und tanzte in einer Tanzgruppe, die in Revuen auf der ganzen Welt auftrat, unter anderen in Ceylon, China und Amerika. 1932 unternahm sie mit ihrem Bruder Richard Rees eine Weltreise. Bei ihrer Rückkehr lernten sie den Sohn von Gordon Selfridge kennen, der ein Flugzeug besaß und sie zu einem Probeflug überredete. 1933 machte sie nach siebenstündigem Unterricht einen Alleinflug und erhielt ihren Privatpilotenschein. Sie kaufte ein Miles-Hawk-Major-Flugzeug und tourte mit Rallyes in fast allen europäischen Ländern, wobei sie über 600 Flugstunden sammelte. Im Dezember 1938 meldete sie sich freiwillig, um Weihnachtsgeschenke für Flüchtlinge nach Prag zu fliegen. Bei Kriegsausbruch 1939 hatte sie eine Ausbilderlizenz erworben und bereits mehr als 90 Flugzeugtypen geflogen. Ein Direktor der British Overseas Airways Corporation, Gerard d’Erlanger, überzeugte die Regierung, erfahrene zivile Piloten einzusetzen, die nicht für die Streitkräfte in Frage kamen, um Flugzeuge von den Fabriken zu den Staffeln zu befördern. Die Pilotin Pauline Gower wählte sie mit weiteren sieben Pilotinnen für eine Frauenabteilung aus und sie wurde damit eine der ersten acht sogenannten ATA-Mädchen. Sie flog im eisigen Winter 1939/40 die de Havilland DH.82 Tiger Moth im offenen Cockpit. Im Juli 1941 wurden Frauen zum Fliegen von operativen Flugzeugen freigegeben, da dringend erfahrene Ferrypiloten benötigt wurden. 1941 wurde sie unter dem Kommando von Captain Margot Gore zu deren Stellvertretenden Flugkapitänin ernannt. Sie qualifizierte sich für den Flug aller fünf Klassen, von operativen Flugzeugen bis zu schweren viermotorigen Bombern. Als sie nach sechseinhalb Jahren die ATA verließ, kaufte sie eine Percival Proctor und erhielt eine kommerzielle Fluglizenz. Sie betrieb fünf Jahre lang ihre Lufttaxi-Charterfirma Ski Taxi, bis die zunehmende Bürokratie der Nachkriegszeit und die Verschlechterung ihres Sehvermögens schließlich ihre Flugkarriere beendeten. 1950 heiratete sie Sir Philip Harvey Du Cros (1898–1975), wurde Rosemary, Lady du Cros und lebte mit ihm in Parkham, Nord-Devon (England). Sie engagierte sich in der Politik und wurde Vorsitzende der Bideford Area Conservative Association.

## Ehrungen
Sie wurde 1945 für ihre Kriegsdienste als Member des Order of the British Empire (MBE) ausgezeichnet. Eine Busgesellschaft in Hatfield (Hertfordshire) benannte acht Busse nach den „ersten acht“ der Tiger-Moth-Pilotinnen in der ATA. 2008 erhielten die fünfzehn überlebenden weiblichen Mitglieder der ATA (und 100 überlebende männliche Piloten) von Premierminister Gordon Brown eine Sonderauszeichnung.